# Alegorická socha Afrika (Lysá nad Labem)
Alegorická socha Afrika je součástí souboru alegorií světadílů v zámeckém parku v Lysé nad Labem v okrese Nymburk ve Středočeském kraji. Socha je umístěna na jižním schodišti francouzského libosadu. Autorem sochy je dílna Matyáše Bernarda Brauna, konkrétně „Sochař z Benátek“, jímž by mohl být snad František Adámek nebo Jan Dlouhý-Lang. Originální alegorie vznikla kolem roku 1735. V zámeckém parku je v současnosti umístěna kopie originálu z rozmezí let 1935 až 1936.

## Popis
Afriku ztvárněnou jako putti se lvem (králem zvířat) a rohem hojnosti, můžeme dle atributů vnímat jakožto království fauny a flóry. Afrika stojí v mírném kontrapostu. Pravou ruku má položenou na dvouocasém lvu. Abnormalita dvou ocasů je způsobena nejspíše tím, že autor lva přímo nikdy neviděl. V levé ruce drží roh hojnosti, ve kterém nalezneme ovoce a květiny. Oválný obličej s výraznými baculatými tvářemi, drobným nosíkem a plnými rtíky lemují polodlouhé vlnité, lehce rozcuchané vlasy, které ovšem z velké části skrývá nezvyklá čapka vytvořená z části kůže hlavy slona včetně uší a chobotu, jenž má chlapec ovinutý nad čelem.